# Drahomíra Slabá
Drahomíra Slabá (* 25. listopadu 1957) byla česká a československá politička Komunistické strany Československa a poslankyně Sněmovny lidu Federálního shromáždění za normalizace.

## Biografie
K roku 1986 se zmiňuje profesně jako učitelka. Ve volbách roku 1986 zasedla za KSČ do Sněmovny lidu (volební obvod č. 90 - Brno-venkov-Blansko, Jihomoravský kraj). Ve Federálním shromáždění setrvala do ledna 1990, kdy rezignovala na mandát v rámci procesu kooptací do Federálního shromáždění po sametové revoluci.
V letech 1992-1996 se uvádí jako živnostnice (předmět podnikání výuka cizích jazyků), bytem Kuřim.